# Villefranche, Gers
 Villefranche là một xã thuộc tỉnh Gers trong vùng Occitanie miền nam nước Pháp.

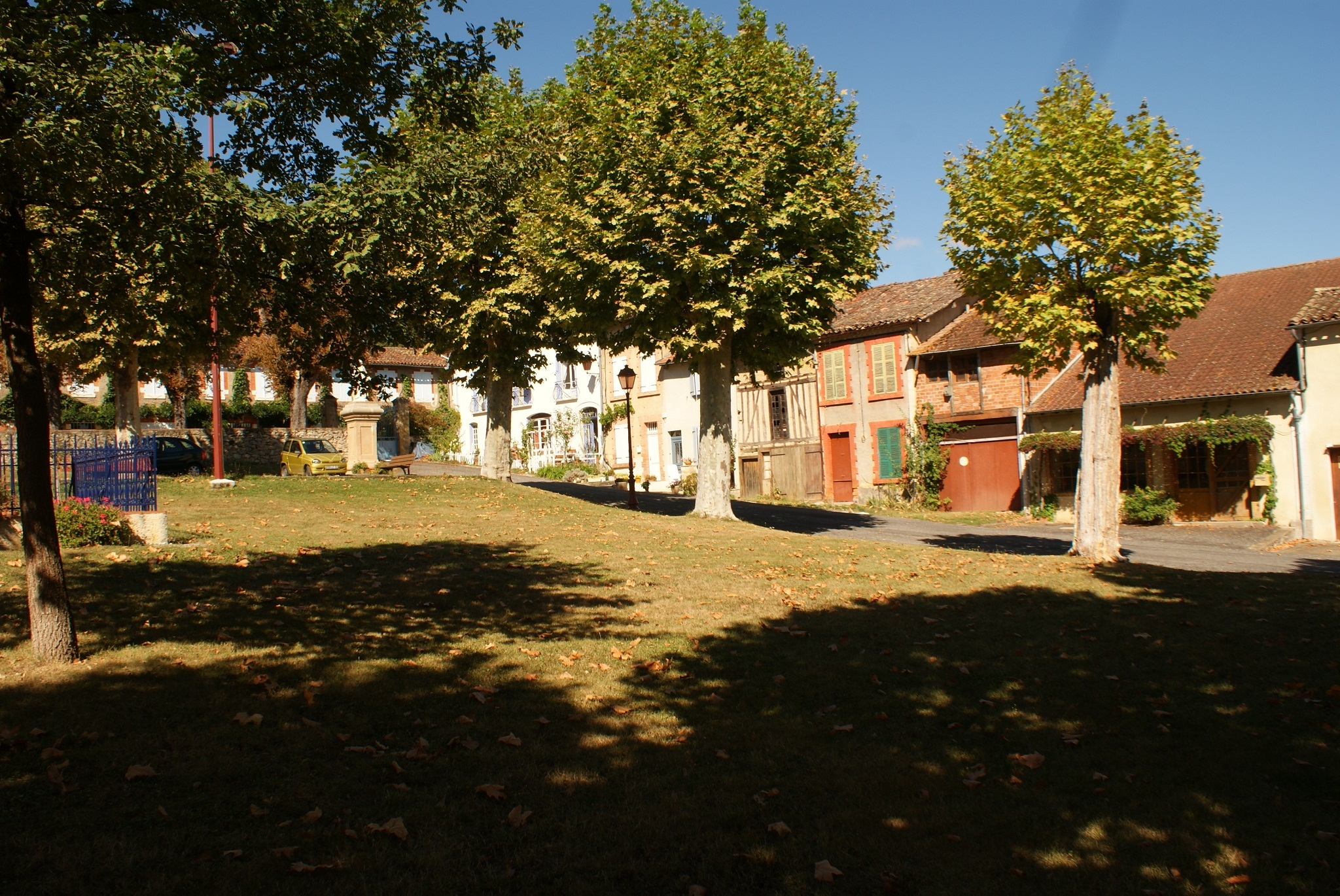
Villefranche